# Phragmipedium chapadense
Phragmipedium chapadense là một loài lan đặc hữu của Brasil (Goiás).

## Hình ảnh

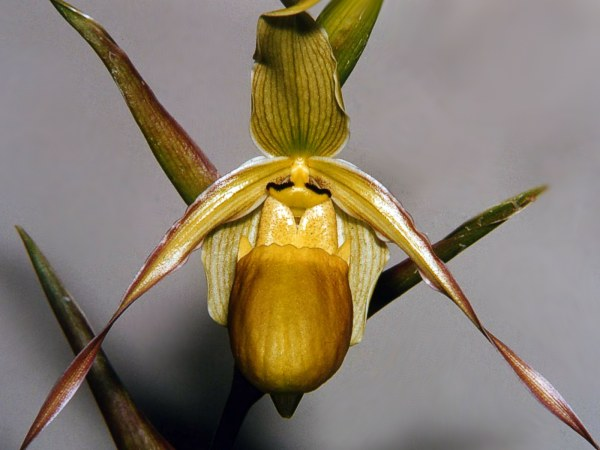
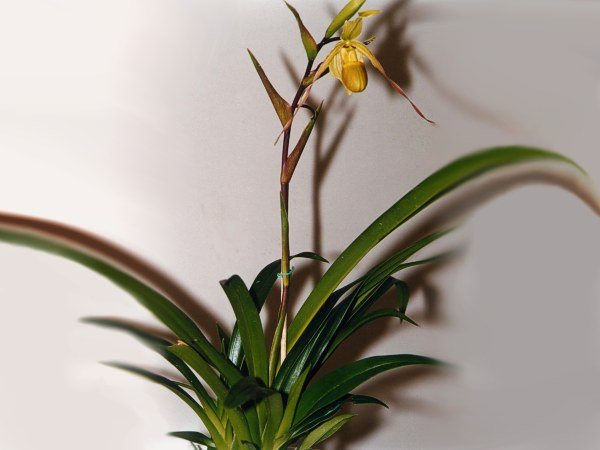
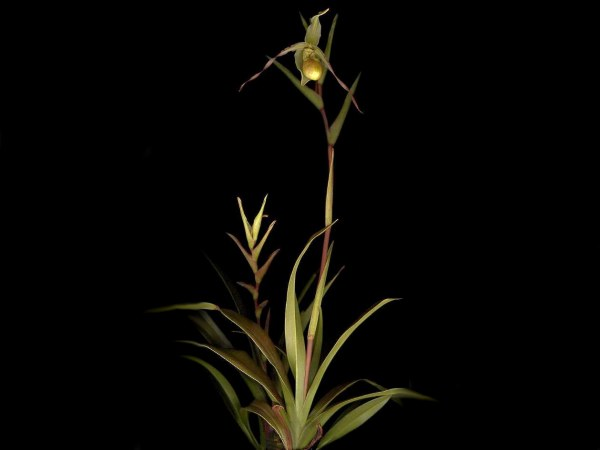
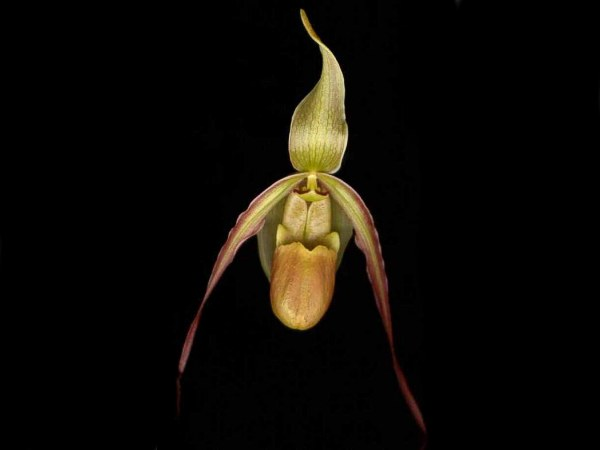